# Marcel François
Marcel François, né à Paris en 1900 et mort à Draguignan en 1999, est un ingénieur horticole français, connu surtout pour la création des Jardins exotiques de Bouknadel, au nord de Salé (Maroc).

## Biographie
Marcel François naît à Paris le 5 février 1900. Il se forme à l'École nationale d'horticulture de Versailles et devient ingénieur horticole. En 1921, il découvre le Maroc à l'occasion de son service militaire, où il est affecté au service météorologique. Dans les années 1930, il crée à Argenteuil, une entreprise de production de plantes tropicales pour aquarium, équipée de trois serres chauffées.
Pendant la Seconde Guerre mondiale, ses serres sont détruites par des bombardements. Après la guerre, il veut reprendre la production des plantes pour aquarium, mais plutôt que de reconstruire ses serres, il décide de faire pousser ces plantes en plein air, au Maroc. En 1949, il achète un terrain en friche d'environ quatre hectares au nord de Salé, sur la commune de Sidi Bouknadel, dans une zone de culture maraîchère. Il s'installe sur place avec sa fille cadette Denise et commence la construction d'une demeure et la réalisation des jardins, qui deviendront les Jardins exotiques de Bouknadel. L'idée est de produire sur places les plantes qui seront ensuite expédiées à Argenteuil, où elles seront commercialisées par sa fille aînée Geneviève et son gendre.
Il ouvre les jardins au public en 1961. En 1973, la marocanisation fait passer la propriété des jardins à l'État marocain (ministère de l'Agriculture), mais Marcel François en reste gérant. En 1981, il perd le contrôle du site et en 1984 il quitte définitivement le Maroc et s'installe dans le Var, auprès de sa fille Denise.
Il a donné à l'université de Rabat un cours d'écologie « métabiologique ».
Ses ouvrages de 1980 et 1991 montrent que Marcel François développait une idéologie mêlant le rejet de la culture urbaine et industrielle, des préoccupations écologiques et une pensée spiritualiste.
Il meurt le 20 novembre 1999.

## Publications
- Décors exotiques et plantes d'aquarium, préface de Raoul Combes, professeur à la Sorbonne, Argenteuil, 1951, 241 p.
- La société industrialisée. Le monde à l'envers et son insidieuse autodestruction, Rabat, 1980.
- La nature est sacrée, Annelles, Éd. Saint-Albert, 1991, 177 p.